# Odgrobadogroba
Odgrobadogroba je slovenski komično-dramski film iz leta 2005 v režiji Jana Cvitkoviča. Film je bil izbran za slovenski predlog za najboljši tujejezični film na 74. izboru oskarjev, vendar ni prišel v ožji izbor.